# Murray Keating
Murray Keating, född 28 maj 1952, är en friidrottare från Kanada. Han deltog vid olympiska sommarspelen 1976.